# Денисюк Дмитро Васильович
Дмитро Васильович Денисюк (біл. Дзмітрый Васільевіч Дзянісюк; нар. 2 серпня 1977, Калинковичі, Гомельська область, Білоруська РСР) — білоруський футболіст, півзахисник.

## Клубна кар'єра
Народився в місті Калинковичі (Гомельська область), футболом розпочав займатися в місцевій ДЮСШ-1, перший тренер — Олег Єрохименко. Перші кроки в дорослому спорті робив у складі футзального клубу «Еліта-Талан» (згодом змінив свою назву на «Еліта»), в складі якої виступав у сезонах 1993/94 та 1995/96 років. Разом з цією командою двічі вигравав Кубок Білорусі з міні футболу. У 1995 році повернувся у великий футбол, підписавши контракт з мозирським МКЦП, але одразу ж був переведений до другої команди клубу, де виступав протягом сезону 1995 року (10 матчів, 5 голів). Впевнена гра молотого півзахисника змусила керівництво мозирського клубу повернути Дмитра до першої команди. Дебютував у МКЦП в переможному (3:1) поєдинку чемпіонату, в якому вийшов на заміну в другому таймі та відзначився голом. У складі МКЦП, який згодом була перейменований у «Славію», виступав протягом шести сезонів. У фіналі Кубка Білорусі 1999/00 отримав серйозну травму й незабаром покинув команду. У 2001 році перейшов до мінського «Торпедо-МАЗ». З 2002 по 2003 року виступав у складі іншого столичного клубу, «Локомотива».
Сезон 2003/04 років розпочав за кордоном, в українському клубі «Металург» (Запоріжжя). Дебютував у футболці «козаків» 10 серпня 2003 року в переможному (2:0) виїзному поєдинку 1/32 фіналу кубку України проти комсомольського «Гірника-спорту». Денисюк вийшов на поле на 69-й хвилині, замінивши Юрія Целих. У Вищій лізі за «металургів» дебютував 14 вересня 2003 року в програному (1:4) домашньому поєдинку 8-го туру проти донецького «Металурга». Дмитро вийшов на поле на 74-й хвилині, замінивши Андрія Демченка. У складі першої команди запорожців у Вищій лізі зіграв 7 матчів, ще 3 поєдинки провів у кубку України. Також виступав у Другій лізі за фарм-клуб «козаків», запорізький «Металург-2» (5 матчів). Наприкінці березня 2004 року, після поєдинку з дніпропетровським «Дніпром», повернувся до свого колишнього клубу, мінського «Локомотива».
Проте того ж 2004 року перейшов у ФК «Гомель», в якому виступав до 2006 року. З 2007 по 2009 рік виступав у клубах «Білшина», «Локомотив» (Мінськ) та «Верас» (Несвіж). У 2011 році перейшов до друголігового клубу «Ліда». У 30-и мачах сезону відзначився 30-а голами, а по його завершенні вирішив закінчити кар'єру гравця.

## Кар'єра в збірній
Викликався до складу молодіжної збірної Білорусі, в футболці якої зіграв 15 матчів та відзначився 1 голом.

## Особисте життя
Одружений, виховує доньку.
Після завершення кар'єри виїхав до Росії, де почав займатися будівельним бізнесом

## Досягнення
- Білоруська футбольна вища ліга
  -  Чемпіон (2): 1996, 2000
  -  Срібний призер (1): 1999

- Кубок Білорусі
  -  Володар (2): 1996, 2000